# Антикатексис
В психоанализата антикатексиса е енергията, произлизаща от Супер-Его, за да задвижи Егото, според Фройд. Функцията на антикатексиса е да ограничи и блокира катексиса от То за обща полза. Процесът, който се предполага завършва така, че емоционалният стрес се заменя напълно с противоположното, любовта се превръща в омраза, а омразата в любов. Също се нарича и контракатексис.